# El Abiodh Sidi Cheikh (distrito)
El Abiodh Sidi Cheikh é um distrito localizado na província de El Bayadh, Argélia, e cuja capital é a cidade de mesmo nome, El Abiodh Sidi Cheikh. A população total do distrito era de 27 112 habitantes, em 1998.[carece de fontes?]

## Municípios
O distrito está dividido em quatro municípios:
- El Abiodh Sidi Cheikh
- El Bnoud
- Aïn El Orak
- Arbaouet